# TV Industrial
A TV Industrial foi uma emissora de televisão localizada em Juiz de Fora, Minas Gerais. De propriedade de Sérgio Mendes e seus filhos Gudesteu Mendes e Geraldo Mendes, foi inaugurada em 29 de julho de 1964 e extinta em abril de 1980, quando foi vendida para Roberto Marinho e renomeada como TV Globo Juiz de Fora. O canal 10 abrigou a TV Alterosa Zona da Mata até o desligamento do sinal analógico.
A emissora transmitia sua programação através do canal 10 VHF e foi a primeira emissora da América do Sul a transmitir sua programação através de antena helicoidal e a primeira emissora do interior mineiro a produzir e transmitir programação em cores. A afirmação da TV Industrial de ter sido "a primeira emissora de televisão do interior do Brasil" foi questionada anos depois pela população de Juiz de Fora e em outras cidades, como Bauru, onde foi inaugurada a TV Bauru (atual TV TEM Bauru) em 1959.
Sediada no Morro do Imperador, chegou a produzir 80% de sua programação localmente, com programas jornalísticos, culturais, esportivos, educativos e de auditório. O restante da programação era preenchido com a exibição de filmes. Foi uma das poucas emissoras de televisão do Brasil que transmitiram, ao vivo, ao milésimo gol de Pelé em 1969. Nos anos 1970, Wilson Simonal, já em seu declínio de popularidade, apresentava um programa ao vivo no auditório da emissora, aos domingos à tarde.
Recebeu premiações pela sua programação, como um prêmio especial concedido pelo governo da Guanabara em 1974, por ser a emissora de televisão mais presente no estádio do Maracanã no ano, transmitindo 174 partidas realizadas naquele estádio. Atribui-se ao programa educativo Sistema, veiculado pela emissora, a inspiração para o programa Telecurso 2º Grau.
Na década de 1970 a TV Industrial integrou a Rede de Emissoras Independentes (REI), exibindo programas da TV Record de São Paulo. A emissora também comprava e retransmitia programas da TV Tupi, TV Rio e TV Gazeta. Em 1977, assinou protocolo de intenções para integrar a Rede Gazeta de Televisão, que não foi formada.
Apesar de sua popularidade, a emissora sofria por um lado com os altos custos de operação, a baixa receita publicitária e os sucessivos prejuízos, cobertos pelos lucros da Rádio Industrial, e por outro lado com a dificuldade de gerar programação própria. Com o falecimento de Sérgio Mendes e Gudesteu Mendes e o agravamento das dificuldades financeiras, Geraldo Mendes vende a emissora para Roberto Marinho em abril de 1980, encerrando suas operações como emissora independente e se tornando emissora regional da Rede Globo de Televisão. Seu acervo foi descartado por um ex-funcionário no Rio Paraibuna.